# Finestre sull'Arte
Finestre sull'Arte è una testata giornalistica che si occupa di arte antica e contemporanea e di politiche culturali. Pubblica una media di dieci notizie al giorno tra recensioni, approfondimenti, articoli di critica e segnalazioni di mostre ed eventi e si propone come strumento di informazione divulgativa e specialistica. Dal 2024 gli articoli vengono pubblicati anche in lingua inglese, francese, tedesca, spagnola.

## Storia
Finestre sull'Arte nasce nel 2009, su iniziativa dei giornalisti Federico Giannini e Ilaria Baratta, come podcast di storia dell'arte, per poi essere trasformato nel 2012 in un blog. Nel 2015 riceve il Premio Silvia Dell'Orso come miglior lavoro di divulgazione storico-artistica.
Nel giugno del 2017, Finestre sull'Arte viene rifondato come testata giornalistica registrata. Dal 2018, a cadenza trimestrale, pubblica una rivista di 178 pagine venduta tramite abbonamento. Dal 2022 la rivista cartacea è disponibile anche nella libreria degli Uffizi a Firenze e del MAXXI a Roma.
Nel 2019 Finestre sull'Arte partecipa a “Matera 2019: l'Open Future delle imprese italiane”, iniziativa promossa da Confindustria che ha portato a Matera, Capitale europea della cultura 2019, cinquanta eccellenze del Made in Italy individuate sulla base della capacità di promuovere bellezza, equilibrio e tecnologia.
Nel 2021 è media partner della mostra “Il Corpo e l'Anima, da Donatello a Michelangelo. Scultura italiana del Rinascimento” nelle Sale Viscontee del Castello Sforzesco a Milano; lo stesso anno è media partner del corso online “L'Arte è Vita” realizzato e curato da Alessandra Montalbetti per la Peggy Guggenheim Collection; nel 2022 è media partner della mostra “Caroto e le arti tra Mantegna e Veronese” a Verona nel palazzo della Gran Guardia.
Nel 2023 Finestre sull'Arte è media partner di diverse mostre tra cui “Morandi 1890-1964” a Milano a Palazzo Reale, “Bertozzi & Casoni. Tranche de vie” a Imola nei tre musei pubblici imolesi, e “I Fasti di Elisabetta Farnese. Ritratto di una Regina” nella Cappella Ducale di Palazzo Farnese.
Nel 2023 produce e realizza la webserie “Pillole di Perugino”. Il lavoro, che ha visto la partecipazione dello storico dell'arte e divulgatore Jacopo Veneziani, fa parte delle iniziative per la divulgazione e diffusione della conoscenza della figura e dell'opera del Perugino. Il progetto “Pillole di Perugino” viene selezionato dal Comitato Promotore delle celebrazioni per il quinto centenario della morte del pittore Pietro Vannucci detto “il Perugino”, costituito nel 2022 dal Ministero della cultura.
Nel 2021, Daniele Rocca e Federico Giannini sono autori del documentario Le Mani dell'Arte, trasmesso da Rai5 all'interno del programma Art Night .

## Collaboratori e contributori
Nel corso degli anni numerosi storici, critici e curatori di fama nazionale e internazionale hanno collaborato con Finestre sull'Arte, tra cui Vittorio Sgarbi, Hans-Ulrich Obrist, Tiziano Scarpa, Jacopo Veneziani, Giuseppe Adani, Lorenzo Balbi, Renato Barilli, Fabio Cavallucci, Maurizio Cecchetti, Vittoria Coen, Michele Cuppone, Enrico Maria Dal Pozzolo, Sandro Debono, Fabrizio Federici, Antonio Lampis, Camillo Manzitti, Luca Rossi, Maurizio Vanni e Bruno Zanardi.

## Contenuti e rubriche
La rivista si distingue per le sue sezioni:
- Opere e Artisti: Approfondimenti su singole opere d'arte e su artisti antichi e contemporanei
- Recensioni Mostre: Letture critiche di mostre organizzate sul territorio nazionale
- Quaderni di Viaggio (dal 2020): Articoli su luoghi poco noti e gemme del patrimonio culturale[2]
- Collezioni Design (dal 2023): Approfondimenti sul design e sull'abitare contemporaneo[3]

## Riconoscimenti e premi
- Premio Silvia Dell'Orso[4] (2015): Miglior progetto italiano di divulgazione storico-artistica.
- Partecipazione a “Matera 2019: l'Open Future delle imprese italiane”[5].

## Media Partner e collaborazioni
- Media partner di diverse mostre tra cui "Il Corpo e l'Anima, da Donatello a Michelangelo" (2021)[6]
- Media partner del corso online “L'Arte è Vita” (2021)[7]
- Media partner della mostra "Caroto e le arti tra Mantegna e Veronese" (2022)[8]
- Media partner della mostra "Morandi 1890-1964" (2023)[9]
- Media partner della mostra "Bertozzi & Casoni. Tranche de vie" (2023)[10]
- Media partner della mostra "I Fasti di Elisabetta Farnese" (2023)[11]

## Produzioni
- Webserie Pillole di Perugino (2023): Progetto per la divulgazione della figura e dell'opera di Perugino[12]
- Documentario RAI Le Mani dell'Arte (2021): Trasmissione su Rai 5 all'interno del programma Art Night[13]